# Rino Vernizzi
Rino Vernizzi (* 15. November 1946 in Mezzani; † 16. Juni 2022) war ein italienischer Fagottist, der sich durch extrem hohe Virtuosität auszeichnete und vor allem für die Interpretation von moderner Musik und Jazz bekannt ist.
Nach dem Abschluss seines Fagott-Studium bei Enzo Muccetti am Konservatorium in Parma 1967 widmete sich Vernizzi der Verbesserung seiner pianistischen Fertigkeiten bei Paolo Cavazzini und experimentierte in verschiedensten musikalischen Richtungen (Avantgarde, Jazz, Elektronische Musik).
Er gewann einige Wettbewerbe, war in den meisten führenden Orchestern Italiens angestellt und spielte lange im Symphonieorchester der Accademia di Santa Cecilia in Rom. Als Solist arbeitete er mit Dirigenten wie Giuseppe Sinopoli, Carlo Maria Giulini, Kurt Masur oder Sir Neville Marriner zusammen und machte Tourneen auf der ganzen Welt.
Sein Ziel war es immer, das ganze Spektrum der Musik, und nicht ausschließlich die europäisch-klassische Schiene, zu pflegen, woraus auch sein großes Engagement (sowohl spielender- als auch komponierenderweise) im Jazz-Bereich folgt. Die CDs mit seinem Jazz-Quartett Goldberg Jazz, Baby Boom und Etnoart Jazz Bassoon genießen in Insiderkreisen, besonders natürlich bei Fagottisten, Kultstatus. 

## CDs
- Goldberg Jazz – Play Bach, Play Paganini, Rino Vernizzi, Vernizzi Jazz Quartet, Arts.
- Baby Boom, Rino Vernizzi, Vernizzi Jazz Quartet, Italy.
- Bassoon XX (Konzerte von Gubaidulina, Françaix, André Jolivet etc.), Rino Vernizzi, Antonio Plotino, Arts.